# Eisenhammer Schellhopfen

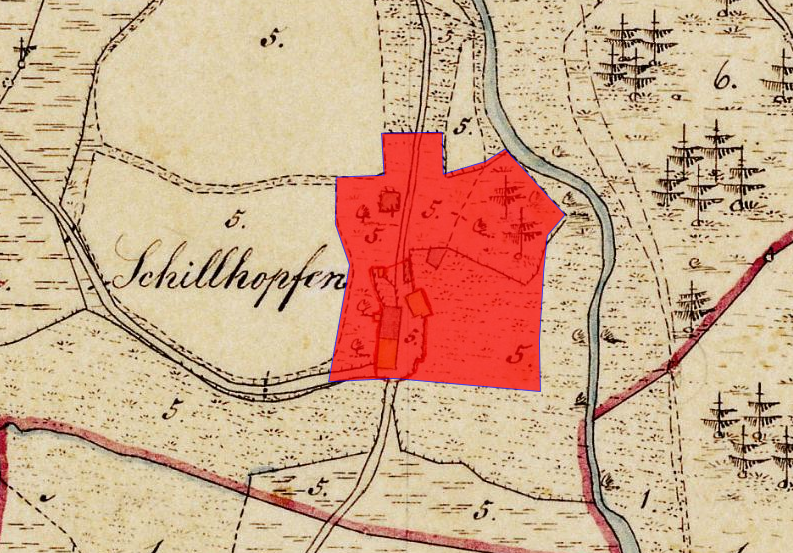
Lageplan von Schellhopfen auf dem Urkataster von Bayern

Der Eisenhammer Schellhopfen lag an dem Zusammenfluss des Zottbaches mit dem Schillhopfenbach im Gebiet der oberpfälzischen Stadt Pleystein. Die Anlage wird als Bodendenkmal unter der Aktennummer D-3-6340-0108 im Bayernatlas als „Wüstung "Schillhopfen", spätmittelalterlicher und frühneuzeitlicher Eisenhammer“ geführt. 

## Geschichte
In der Oberpfälzer Hammereinigung von 1387 wird hier Hans Kastner als Besitzer genannt („Hams Kastner mit dem hamer zu dem Schelhopffen“), dieser konnte neben Schellhopfen (Stellhofen) auch den Hammer Unterschnaittenbach erwerben. 1418 ist das Werk in der Hand des Erhard Wollenzhofer, auf dem Blechhammer folgte ein Schellhopfer nach, der zum Namensgeber des Hammerwerkes und des ganzen Weilers wurde. Der Hammer gehörte zur Herrschaft Waldthurn. Im Dreißigjährigen Krieg wurde dieser Hammer wie auch alle anderen im Zottbachtal von den Mansfeldschen Truppen zerstört und nicht mehr aufgebaut. 

## Spätere Geschichte
1850 sollen noch überwachsene Ruinen des Werkes erkennbar gewesen sein, das Wohnhaus des Eisenwerkes wurde noch genutzt. Dieses war 1781 im Besitz eines Johann Matthias Heitzer, 1843 wird als Besitzer Adam Heitzer genannt. 1856 kam Schellhopfen unter dem Besitzer Michael Heitzer zur Pfarrei Pleystein. Um 1860 kaufte Johann Haberstumpf das Anwesen; dieser wohnte aber auf dem Hammer Peugenhammer und so wurde Schellhopfen aufgegeben. 1867 wird Schellhopfen (damals nach Neuenhammer gehörend) mit 9 Einwohnern und 3 Gebäuden genannt. 1964 kam Schellhopfen zur Gemeinde Bernrieth, die ihrerseits am 1. Januar 1972 aufgelöst wurde und deren Ortsteile zwischen Pleystein und Waldthurn aufgeteilt wurden. Heute ist von Schellhopfen nicht einmal mehr ein Flurname erhalten.